# Сфенозух
Сфенозух (лат. Sphenosuchus) — монотипический род примитивных вымерших наземных крокодиломорфов, живших в нижнеюрской эпохе (201,3—190,8 млн лет назад). Животное небольших размеров, имевшее перпендикулярное положение конечностей относительно земли.

## Описание
Представителя рода обнаружены в 1960-е годы в нижнеюрских отложениях Южной Африки.
Череп Sphenosuchus — низкий с удлинённой мордой, более близок к т. н. «крокодиловому» типу. Квадратная и квадратно-скуловая кости наклонены вперёд, а предглазничное окно редуцировано. Череп акинетический, предлобные кости простираются вентрально, соединяясь с нёбными. Теменные кости соединяются сзади, в то время как заднеглазничные и заднелобные остаются неслитыми. Наблюдается крокодилоидная пневматизация затылочной области, улитка внутреннего уха удлиняется. Как и у более поздних крокодилов, боковая клиновидная кость образует боковую стенку мозговой коробки спереди от переднеушной кости.
Примитивные по сравнению с более поздними крокодилами черты строения черепа выражаются в отсутствии связей между боковой стенкой мозговой коробки и квадратной костью. Последняя достигает переднеушной кости спереди от заднеушной. Верхние височные отверстия длинные. Нёбо, вероятно, открытое, как у текодонтов, хотя внутренние ноздри сдвинуты назад, а верхнечелюстные кости образуют спереди от них короткое вторичное нёбо.
По длине коракоида посткраниальный скелет приближается к эволюционному уровню более поздних крокодилов, но ключица сохраняется. Длинная, направленная вперёд лобковая кость слабо участвует в образовании вертлужной впадины, которая прободена у родственной формы Terrestrisuchus. Как и у современных родов, запястье удлинено.
Таким образом, Sphenosuchus существенно отличается от текодонтных псевдозухий строением квадратной области черепа, для которой характерно очень высокое боковое височное окно, и имеет некоторые принципиальные сходства с птицами — в строении мозговой коробки, нёба и системы воздушных черепных синусов, что позволило английскому палеонтологу А. Уокеру в 1972 году выдвинуть гипотезу о сфенозухиях как о ближайших предковых родственниках птиц. Она базировалась на большом количестве общих черт строения черепа ранних крокодилов и птиц. Аргументы Уокера неоднократно критиковались, и сам автор впоследствии признал гипотезу несостоятельной.